# Сокольники (аэропорт)
Ха́рьков (Сокольники) (разговорное название — Харьков-Северный, укр. Аеропорт Харків-Північний) — местный аэропорт в Харькове (Украина). Расположен в городе Харькове на территории Харьковского авиационного завода в историческом районе Сокольники, между улицами Григория Сковороды и Сумской, параллельно им.
Аэродром используется как гражданской, так и экспериментальной авиацией (здесь проводятся испытания самолётов, выпускаемых и ремонтируемых авиазаводом). Аэродром способен принимать самолёты Як-42, Ан-12 и все более лёгкие, а также вертолёты всех типов.

## История
Построен как центральный пассажирский и грузовой аэропорт столицы УССР в 1923 году.
В связи со строительством ХАЗа пассажирский аэропорт перенесли в начале 1930-х годов на аэродром «Основа». После этого аэродром Сокольники использовался только для производственных нужд. Во время войны являлся военным аэродромом.
С 1990-х годов вновь используется как аэропорт для пассажирских рейсов, в частности чартерных: в Германию, на Ближний Восток.
С 2022 года в связи с войной в Украине аэропорт временно не работает.

## Топонимика
В настоящий момент аэродром Харьковского авиазавода в разговорной речи называется Харьков-Северный. До ликвидации аэродрома ХАИ в 1970-х годах именно тот назывался Харьков-Северный; аэродром же ХАЗа с момента постройки в 1923 году назывался Харьков-Сокольники, а во время немецкой оккупации 1941—1943 годов на картах вермахта он обозначался как Харьков-Центральный.